# Characoma nigrinotata
Characoma nigrinotata är en fjärilsart som beskrevs av W. Warren 1913. Characoma nigrinotata ingår i släktet Characoma och familjen trågspinnare. Inga underarter finns listade i Catalogue of Life.